# Dinattus minor
Dinattus minor là một loài nhện trong họ Salticidae.
Loài này thuộc chi Dinattus. Dinattus minor được Elizabeth Bangs Bryant miêu tả năm 1943.